# (7607) Billmerline
(7607) Billmerline (1995 SB13) – planetoida z grupy pasa głównego asteroid okrążająca Słońce w ciągu 4,64 lat w średniej odległości 2,78 j.a. Odkryta 18 września 1995 roku.